# Toxobotys
Toxobotys là một chi bướm đêm thuộc họ Crambidae.